# Mindszent
Mindszent est une ville et une commune du comitat de Csongrád en Hongrie.